# El Rebollar (Hortoneda)
El Rebollar és un bosc de roures rebolls del terme municipal de Conca de Dalt, al Pallars Jussà, dins de l'antic terme d'Hortoneda de la Conca, en territori del poble d'Hortoneda. Està situat al costat de llevant del Roc de Santa, a l'esquerra de la llau del Rebollar. És a ponent d'Hortoneda i al sud-oest del Planell de Motes.